# トゥヴァ人民共和国

トゥヴァ人民共和国
Тыва Арат Республик（トゥバ語）
Туви́нская Наро́дная Респу́блика
（ロシア語）

トゥヴァ人民共和国（トゥヴァじんみんきょうわこく、ロシア語: Тувинская Народная Республика、トゥバ語: Tyva Arat Respublik、キリル文字表記：Тыва Арат Республик、略称：TAR, ТАР）は、テュルク系民族のトゥバ人を主体としてシベリアのアルタイ山脈付近に存在した国家。のちにソ連領のトゥヴァ自治州、自治ソビエト社会主義共和国を経て、現在はロシア連邦のトゥヴァ共和国となっている。
なお、トゥバ人の固有の民族名はトゥバあるいはトゥワ（便宜上 в＝v と表記されるが、bの軟音化したβ音）であるが、ロシア語の転写Тува（Tuva）に基づいて従来トゥーヴァ、チューヴァなどと表記されていた。本項では、ソ連の影響下に成立していた国家体制としてはトゥヴァ、地域・民族名称としてはトゥバと表記する。
- トゥバ（地域・民族）の概要と現状はトゥヴァ共和国も参照。

## 前史

中華民国の領土主張図内の位置（ライトオレンジ）

この地域は、元代のタンヌ・ウリャンハイ（漢字表記：唐努烏梁海）に相当する地域で、元滅亡後はオイラトのジュンガル・ホンタイジ国とホトゴイトのアルティン・ハーンに支配される複雑な歴史を送ってきた。清代になると、オイラトと東モンゴルを支配するハルハに対して清がタンヌ・ウリャンカイを巡って争った。1755年に乾隆帝がジュンガル・ホンタイジ国を滅亡させて、清がタンヌ・ウリャンカイを併合した。
しかし、緩衝国となっていたジュンガルが無くなったことでロシアの進出が始まった。1727年のキャフタ条約を切っ掛けに、清朝が国境警備兵をサヤン山脈からタンヌ・オーラ山脈に移していた。1839年になるとロシア帝国がこの地域に入植を開始し、サヤン山脈に2つの金鉱山を開いた。それでも1911年まで名目上は清の領土であったが、分離独立運動を経てロシア帝国の保護国になった。その際、タンヌ・ウリャンカイの領土は、東部のフブスグル湖周辺を割譲することとなった。

## 歴史
1917年のロシア革命に続いて1920年に共産軍はトゥバに進攻した。この地域の混乱はトゥバの独立宣言を伴った。1921年8月14日、ボリシェヴィキはトゥヴァ人民共和国を設立。タンヌ・トゥバとして1926年まで存在した。首都は現在のクズル。1926年のソ連とモンゴル人民共和国が条約によって独立を認識した。これ以外の国はこの国の存在を認めていない。
トゥヴァ人民共和国の最初の指導者はトゥヴァ人民革命党書記長のドンドゥク・クーラルであった。クーラルはチベット仏教を国教として、ソ連の移住者とプロパガンダを制限し、モンゴルとの結びつきを深めようとした。これを危惧したソヴィエト・ロシアはこの国に対し圧力をかけ、1929年、ドンドゥク・クーラルは逮捕された。1930年、ソ連はクーラルが指名した5名の東方勤労者共産大学のメンバーをトゥヴァの臨時人民委員に指名した。スターリンに忠実な政府は、トゥヴァ人民革命党の三分の一を粛清して、伝統的遊牧生活の改革と共産化を進めた。
このときスターリン張りに仏教とその他の信仰を排除しにかかった。これはこの時期のラマの統計からわかる。1929年に25の大ラマと4000近くのラマや神官が確認されているが、1931年には大ラマ1つと15のラマしか残っておらず神官も725人に減っている。また、遊牧を根絶しようとしたが、これは一層難しかったようである。1931年に82.2%のトゥバ人が遊牧を営んでいる。
第二次世界大戦へは連合国として独ソ戦開始の3日後の1941年6月25日に参戦している。1944年10月11日にトゥヴァ小人民会議（小フラル）政府がソ連への合邦を取り付け、ソ連の自治共和国としてソ連に併合されることになった。この行為の途中に国民投票は全くなかったが、小人民会議は1944年11月1日に最後の会議を行い併合を正式決定した。

初代国旗(1921)
二番目の国旗(1921-1926)
三番目の国旗(1926-1930)
四番目の国旗(1930-1933)
五番目の国旗(1933-1941)
六番目の国旗(1941-1943)
七番目の国旗(1943-1944)

## ソ連領時代と現在
ソ連に併合後、トゥヴァ自治州（1944年 - 1961年）及びトゥヴァ自治ソビエト社会主義共和国（1961年 - 1992年）として存続した。サルチャク・トカはトゥヴァ共産党第一書記の称号を得た。サルチャク・トカ書記長は1973年までトゥヴァ共産党第一書記を務めたが、これはトゥヴァの指導者としては同国史上最長不倒記録となった。
ソ連の解体後も、新生ロシア連邦の構成体として連邦内に残存し、トゥヴァ共和国となった。独立国家としての回復運動もあるものの、ほとんどなきに等しいものである。この理由はロシア経済への依存や、住民のロシア化（依然住民の約75%はトゥバ民族であるが、文化的同化が進んでいる）などが上げられる。

## 切手
1926年から、切手が発行されており、一部の郵趣家の間で人気が高い。

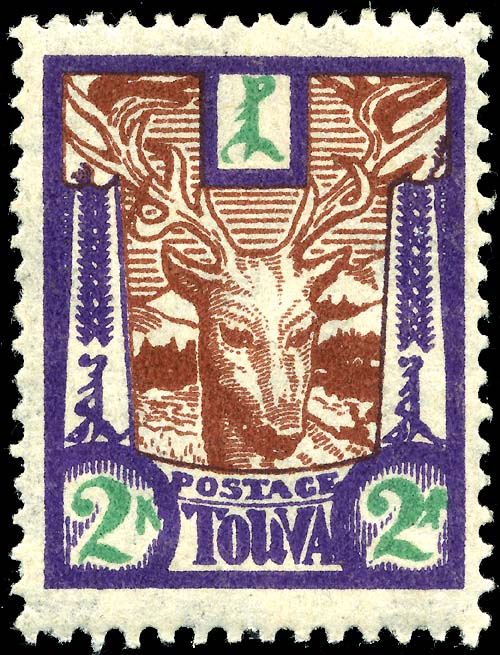
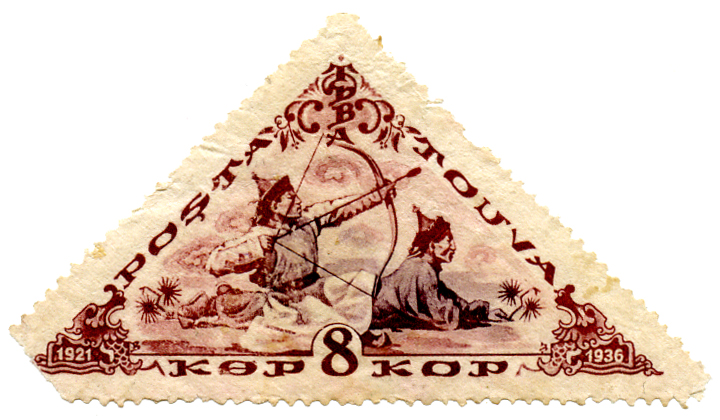